# 라이언 화이트

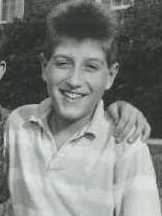
1989년 봄의 라이언 화이트

라이언 웨인 화이트(Ryan Wayne White, 1971년 12월 6일 ~ 1990년 4월 8일)는 미국 인디애나주 코코모의 십대 청소년이였다. 그는 에이즈에 감염된 후 자신이 다니던 중학교로부터 퇴학을 당하고, 그 후 미국에서 에이즈를 가진 아동들에 대한 도움을 구하는 국제적 포스터에 나오는 아동으로 활동하였다. 혈우병을 앓고 있던 그는 치료를 위한 수혈중 에이즈에 감염이 되고, 1984년 진단받을 당시 6개월이라는 시한부 인생을 선고 받았다. 의사는 다른 학생에게 감염위험이 없다고 했지만, 그당시 에이즈는 사람들에게 잘 알려지지 않아 코코모의 많은 학생의 부모님들과 선생님들은 라이언 화이트가 학교로 복학하는 것에 대해 격분하였다. 인디애나주학교 교육 제도와의 장황하고 지루한 법정 투쟁이 뒤따르고, 진상에 대한 언론 보도 범위로 인해 라이언 화이트는 국가적 저명 인사가 되고 에이즈 연구와 공교육의 대변인이 되었다. 놀랍게도 그는 예상보다 5년이라는 시간을 더 살았지만 그의 고등학교 졸업을 한달 앞둔 1990년 4월에 생을 마감하였다.
라이언 화이트의 일이 있기전, 에이즈는 남자 동성애자에게서 처음 진단 되어 게이 공동체와 연관지어 알려져 있었다. 에이즈에 대한 인지력은 라이언 화이트 외에 매직 존슨, 아서 애시, 레이 형제, 킴벌리 벌가리스 등의 대중들에게 알려진 에이즈 환자들이 언론을 통해 에이즈 연구와 에이즈 유행에 관한 연설 교육을 지지 할 것을 호소 하였다. 그가 죽은 직후, 미국 연방 의회는 라이언 화이트 법안 (Ryan White Care Act)을 통과시켰다. 이 법안은 두 번이나 재승인을 받았고, 라이언 화이트 프로그램은 에이즈를 안고 살아가는 미국인들을 위한 가장 큰 규모의 봉사 제공자가 되었다.

## 어린 시절과 질병
라이언 화이트는 1971년 12월 6일 다이애나 코코모에 있는 세인트 조셉 기념 병원에서, 진 일레인 헤일과 휴버트 웨인 화이트사이에서 태어났다. 그는 포경수술을 받고는 출혈이 멈추지 않았다. 그가 태어난 지 3일 만에,의사들은 그가 X염색체와 관련된 유전적인 피 응고 장애이며, 가벼운 상처 조차도 심각한 출혈로 이어질 수 있는 심각한 혈우병에 걸렸다고 진단했다. 치료를 위해 그는 매주 제 8항(抗)혈우병 인자와 혈우병이 아닌 사람들의 합동혈장으로 만들어진 혈액제제를 투입, 그 당시 혈우병 환자들을 위한 점점 더 보편적으로 되어가는 치료법을 받았다.
그의 어린 시절의 대부분은 건강했지만, 그는 1984년 12월 폐렴으로 매우 아팠다. 1984년 12월 17일 화이트는 부분 폐 이식 수술 중 수혈하는 과정에서, 에이즈에 감염되었다. 그 당시 과학계는 에이즈에 거의 알지 못했고, 과학자들은 에이즈의 원인인 HTLV-III, 지금은 HIV 라고 불리는 것에 대해만 일찍이 알고 있었다. 게다가 에이즈에 대한 인식이나 퇴치운동은 대중성을 얻지 못한 상태였다. 비록 화이트가 정확히 언제 감염됐는지는 지금까지도 미스터리로 남아있지만, 보아하니 그는 HTLV-III에 감염된 제 VIII 인자로 오염된 치료를 받았다. 최근에야 RNA 종양 바이러스만이 에이즈 바이러스 라고 확인되었기 때문에, 그 당시 병원에 집중된 많은 혼주 제8 항(抗)혈우병 인자 공급이 오염되었었다. 왜냐하면 의사들은 병의 테스트 방법을 몰랐고, 헌혈자들은 가끔 자기가 감염되었는지 몰랐거나 혈액이 바이러스 전염의 요인이었는지 몰랐다. 1979년과 1984년 사이 혈액응고인자로 치료 받은 혈우병 환자들 중 90% 가까이 HIV에 감염되었다.그가 진단 받을 때에 그의 티 세포 수치는 25로 떨어졌다(HIV에 걸리지 않은 건강한 사람들은 보통 500에서 1200이다). 의사들은 화이트가 겨우 6개월 정도 더 살 수 있을 것이라고 예측했다.
에이즈 진단 후, 화이트는 학교로 돌아가기에는 너무 아팠다. 그러나 1985년 초쯤 그는 조금씩 나아지기 시작했다. 그의 어머니가 그가 학교로 돌아갈 수 있냐고 물어봤지만 학교 관계자들에게 그는 그럴 수 없다는 말을 들었다. 왜냐하면 그가 다니던 학교 학생들의 학부모들은 자신의 아이들이 에이즈에 옮는 것을 두려워하여 라이언 화이트가 학교에 나오는 것을 거부했기 때문이다. 1985년 6월 30일, 재학을 허락하는 정식적인 요구는 서부 학교 위원단 관리자 제임스 오 스미스에 의해 거절당했다. 이로 인해 8개월에 이르는 불꽃 튀는 법정 다툼이 시작되었다.

## 학교와의 싸움
라이언 화이트의 병에 대한 확실한 진단이 널리 알려진 후, 미국 루샤빌에 위치한 그의 중학교는 많은 학부모들과 교수진들의 엄청난 압박을 받았다. 117명의 학부모와 50명의 선생들이 에이즈 환자인 라이언 화이트의 등교를 거부하는 내용의 탄원서에 사인했고, 이를 학교 측에 제출했다. 교장과 교육위원회는 결국 그들의 압박에 굴복하였고, 라이언 화이트의 등교를 금지하고 만다. 이러한 결정이 내려진 후, 라이언 화이트와 그의 가족은 등교금지령을 취소하기 위해 인디애나폴리스에 위치한 미국지방법원에 소송을 한다. 세계가 주목한 이 법정싸움 끝에 결국, 인디아나 교육부서는 규정에 따라 라이언 화이트가 반드시 학교에 등교해야 한다는 결정을 내린다.
1980년대에는 HIV(에이즈 바이러스)에 대한 감염경로를 정확히 파악하지 못했다. 에이즈에 대한 정보가 부족한 탓에, 많은 사람들은 에이즈라는 질병이 아주 쉽게 전염되는 줄로 알았고, 라이언 화이트가 다니는 학교의 학부모들 역시 그랬다. 이와 같은 이유 때문에, 라이언 화이트의 등교금지령이 풀린 후 그가 등교한 첫 날, 360명의 전교생 중 절반 가까이 되는 151명의 학생이 등교하지 않았다. 그 당시 그는 신문배달 일도 하였는데, 많은 사람들이 그의 질병이 신문지를 통해 옮겨질 수 있다고 생각하여 그가 배달하는 신문을 보길 원치 않았고 결국 신문 구독을 거부하는 일도 일어났다.
이 일로 라이언 화이트의 등교에 대한 많은 논란이 일고 또다시 그의 등교가 거부당하자, 에이즈라는 질병을 다뤘던 경험이 많은 인디아나 지부 건강센터의 우드로우 박사는 라이언 화이트의 병이 쉽게 전염되는 병이 아니라는 사실을 직접 증명했다. 하지만, 대다수의 학부모와 교사들은 역시 이를 무시했다. 결국 1986년 2월, 한 미국 학술지<New England Journal of Medicine>은 한 실험을 진행했다. 많은 사람들을 에이즈 환자와 석 달간 한 공간에서 함께 지내게 한 이 실험을 통해 에이즈는 통상적인 신체적 접촉이나 같은 컵을 쓰는 행위, 같이 잠자리를 하는 정도로 쉽게 전염되지 않는다는 사실을 증명해냈다. 이로 인해 결국 라이언 화이트는 비로소 다시 학교로 돌아올 수 있게 된다.

그러나 다시 학교로 돌아온 뒤로도 라이언 화이트와 그의 가족의 생활은 여전히 어려웠다. 학교에서는 라이언 화이트가 밥을 먹을 때 버리는 식탁에서 먹도록 했고, 따로 화장실을 쓰게 하고, 체육 시간에도 개인 물품을 따로 사용하게 하는 등 계속해서 그를 차별했다. 마을에서도 상황은 같았다. 그의 가족들이 물건을 살 때, 신체적 접촉을 하지 않으려 거스름돈을 던져주는 등 계속해서 그와 그의 가족들을 멀리하고 차별했다. 어느 날 총알이 라이언 화이트 집안 거실 창문을 뚫고 날아왔을 때, 그의 가족은 그들의 마을 코코모를 떠나기로 마음 먹는다.라이언 화이트가 그의 중학교를 졸업한 후 그의 가족은 인디아나주의 시세로 마을로 이사를 간다. 1987년 8월 31일, 그는 그 곳에서 해밀턴 헤이츠 고등학교에 들어가게 되었고, 이미 기나긴 학교와의 법정 싸움 끝에 유명인사가 된 그는 교장과 학교관리자 등 모두에게 큰 환대를 받았다. 게다가, 에이즈란 질병에 대해 교육을 받은 이 학교의 학생들은 아무 두려움없이 그와 악수를 했고, 친구가 될 수 있었다.
세계가 주목한 길고 긴 학교와의 법정까지 가는 싸움 끝에, 라이언 화이트는 끝내 세계의 사람들에게 자신의 질병에 대한 오해와 진실을 말할 수 있었고, 그가 원하는 정상적인 학교생활을 할 수 있게 되었다.

## 대변인
화이트의 재판에 대한 매스컴의 관심이 그를 국가적인 세간의 조명을 받도록 내몰았다.1985년과 1987년 사이에,미국 미디어에서는 원래보다 두배가 넘는 에이즈에 대한 기사가 올라왔다. 중학교에 있는 동안, 화이트는 병에 관한 그의 간난을 토론하기 위해 각종 텔레비전 프로그램이나 신문기사에 자주 나타났었다. 그는 장애인 돕기 기금 모금 및 교육 캠페인에 등장하고, 에이즈에 관한 포스터의 청소년 대변인으로 알려지게되었다. 라이언 화이트는 에이즈에 감염된 많은 아이들을 위한 연금에 참가하였다. 많은 유명인사가 화이트 주변의 에이즈에 걸린 사람들을 돕기 위해 나타나었다. 가수 엘튼 존, 마이클 잭슨, 연기자 맷 프루어, 대통령 로널드 레이건, 낸시 레이건, 인디아나 대학의 농구 코치 바비 나이트, 농구선수 카림 압둘 자바와 같은 많은 사람들이 그의 친구였다. 그는 또 많은 에이즈를 가지거나 좋지 못한 조건에 있는 아이들의 친구였다.
그의 여생 동안, 그는 필 도나휴의 토크쇼에 자주 출현했었다. 그의 유명도는 당시 인기의 Who's the Boss?를 진행하던알리사 밀라노가 그를 만나 그에게 우정팔찌를 주고 키스를 할 정도였다. 엘튼 존은 라이언의 누나의 대학금으로 만육천오백 달러를 주었다.고등학교때 화이트는 마이클 잭슨이 선물해준 빨간색 머스탱 차를 몰았다.명성과 기부에도 불구하고, 화이트는 대중적 스포트라이트를 싫다 주장하며, 어느순간이라도 그의 명성을 질병으로부터의 자유와 바꾸라면 바꾸겠다고 강조하였다.
1988년, 라이언 화이트가 처음 학교로 돌아가려 했을 때 직면했던 차별을 제 40대 대통령이였던 로널드 레이건이 창립한 에이즈 유행병 조사 위원회에 언급했지만 시세로에서는 질병에 관한 교육을 시키는 방면에 있어서 라이언 화이트는 이 시세로 타운에서 환영을 받았다. 라이언 화이트는 그의 코코모와 시세로에서 겪은 각각 다른 경험들은 에이즈방면 교육의 중요한 예가 되었다.
1989년, ABC는 루카스 하스가 라이언역, 주디스 라이트가 지니, 니키 콕스가 그의 여동생 안드레아로 나오는 영화를 방영했다.화이트도 '하스'의 친구로 HIV에 의해 고통받는 아이 역할로 까메오 출연을 했다. 세라 제시카 파커를 동정어린 간호사, 조지 준드저를 그의 의사로, 그리고 조지 C. 스콧를 화이트의 대리인으로하여 학교당국에 법적으로 논쟁하는 영화도 있었다. 닐슨은 영화가 1500만 관객이 관람했다고 추정했다. 코코모의 일부 주민들은 영화가 자기들의 도시를 불공평하게 부정적인 관점으로만 묘사되었다고 느꼈다. 방송이 끝난뒤에,비록 로버트F.시장이 논쟁의 시간동에 선출된게 아니었더라도 그의 사무실은 전국의 불만을 다 들어야했다.

1990년 초, 화이트의 건강은 급속도로 악화되었다. 그의 마지막 공식 석상에서, 그는 캘리포니아에서 전대통령 로날드 레이건, 그의 영부인 낸시레이건과 함께 After-Oscar 파티를 주최하였다. 비록 그의 건강은 악화되어있었지만, 그는 레이건 대통령에게 그의 무도회에서의 데이트, 그리고 대학에 들어갈 희망에 대하여 말하였다.

## 죽음
1990년 3월 29일, 화이트는 호흡기 질환으로 인디애나주의 라일리 병원에 입원했고 의사들은 생명이 대단히 위태롭다고 진단했다. 그의 컨디션이 변질(악화) 되자, 그는 산소호흡기를 달았고 음식을 관으로 투여받았다. 상황을 전해들은 마이클 잭슨은 화이트에게 용기를 북돋워주기 위해 전화를 걸었다. 그와 같은 마음으로 엘튼 존이 그를 방문하고 병원은 그의 안부를 전하는 전화들로 인해 폭주했다. 그러나 화이트는 1990년 4월 8일 사망했다.
1500명이 넘는 사람들이 4월11일에 열린 화이트의 장례식에 참가했고 만석이 된 장례식은 인디애나폴리스에 있는 메리디안 스트리트의 제2 장로교회에서 열렸다.화이트의 상여꾼으로는 엘튼 존, 축구선수 호위 롱, 그리고 필 도나휴가 있었다. 엘튼 존은 장례식에서 스카이라인 피존을 공연했고 또한 헤밀턴 헤이츠 고등학교 합창단과 연습하여 노래를 불렀다. 또한 장례식에는 마이클 잭슨과 영부인 바바라 부시가 참석하였다. 장례식 당일 전 대통령 로날드 레이건은 워싱턴 포스트에 화이트에게 바치는 헌사를 올렸다. Reagan's statement about AIDS and White's funeral were seen as indicators of how greatly White had helped change perceptions of AIDS.
이하는 전 미국 대통령 로날드 레이건이 1990년 4월 11일 워싱턴 포스트에 올린 글이다.“우리는 라이언에게 그를 집과 학교에서부터 쫓아내지는 공포와 무시가 제거되도록 하는 신세를 졌다. 우리는 라이언에게 우리의 마음을 열고 또 에이즈 환자들에게 우리 마음을 열게 하는 신세를 졌다. 우리는 라이언에게 에이즈 환자들과 그들의 가족, 친구들을 향해 동정심을 가지고 인내심을 지니게 하는 신세를 졌다. 이것은 사람들이 가지고 있지 않은 무서운 질병이다.”
에이즈와 화이트의 장례식에 관한 레이건의 서술은 화이트가 에이즈의 편견을 얼마나 많이 바꾸어 놓았는지 알 수 있는 지표로 여겨졌다. 화이트는 그의 어머니가 있는 집에서 가까운 씨세로에 묻혔다. 그가 죽은 다음 해, 그의 무덤은 4차례 파손 되었다.시간이 흐르고, 화이트의 무덤은 그의 숭배자들의 성지가 되었다.

## 유산
라이언 화이트는 1980년대와 1990년대 초기 사이에 전염병의 대한 사회적 인식을 바꾸는데 도움을 준 몇몇 안되는 눈에 잘 띄는 에이즈 환자중의 한명이였다. 라이언 화이트는 배우 록 허드슨과 같이 에이즈의 초기 공식적 인물중 하나이다. 레이 형제, 매직 존슨, 아서 애쉬, 브래디 번치의 로버트 리드, 팀 리치몬드, 킴벌리 벌가리스, 엘리자베스 글레이저와 프레디 머큐리 같은 인간 면역 결핍 바이러스/에이즈와 관련이 된 공식적 인물들과 함께 라이언 화이트는 인간 면역 결핍 바이러스/에이즈는 중대한 전염병이란 것에 대한 대중의 인식을 높이기 위해 많은 도움을 주었다.
라이언 화이트의 죽음 후 많은 자선 단체가 생겨났다. 인디애나 대학교 댄스 마라톤은 1991년부터 시작되었고, 돈을 모아 라일리 병원의 아이들에게 전해졌다. 1991년과 2008년 사이에 이 자선 이벤트는 라일리 병원에 있는 아이들을 위해 5백만 달러가 넘는 금액을 모았다. 모아진 금액은 병원의 라이언 화이트 전염병 진료소를 설립하는데 보태졌다. 라이언 화이트의 가까운 친구이기도 했던 그의 개인 의사 말틴 클레이만 의사는 인디애나폴리스에 위치한 인디애나 의과학 대학교에서 에이즈 의과학의 라이언 화이트 교수가 되었다. 1993년의 인터뷰에서, 유명한 동성애자 권리와 에이즈 운동가인 래리 크레이머는 “작은 라이언 화이트는 질병에 대한 면모를 바꾸는 것과 사람들을 감동시키는 일을 누구보다도 더했을 것이라 생각한다” 고 말했다. 그리고 그는 그의 어머니, 진을 통해 영향력을 끼쳤고 그녀는 그녀 자신이 세계에 얘기한 것처럼 믿을 수 없을 정도로 많은 사람들의 마음을 움직이는 영향력을 갖고 있었다.
1992년, 라이언 화이트의 어머니는 국제 비영리 라이언 화이트 재단을 설립하였다. 이 재단은 라이언 화이트 등 혈우병 환자에 초점을 맞춘, 인간 면역 결핍 바이러스/ 에이즈와 관련 문제에 대한 인식을 증가하고 그 질병에 걸린 친척을 돌보는 가족을 위해 운행되었다. 1990년대에는 왕성한 활동을 하였고, 1997년도의 기부금 30만 달러를 넘어섰다. 하지만 1997년에서 2000년 사이, 에이즈 기부금은 전국적으로 21프로가량 감소하였고, 라이언 화이트 재단은 기부 수준이 일 년 십만달러로 하락하는 것을 보게 되었다. 2000년, 라이언 화이트의 어머니는 재단을 폐쇄하고 남은 자산을 에이즈 엑션이라는 더 큰 자선단체와 합병하였다. 그녀는 에이즈 적극행동주의의 여성대변인이 되어 그녀의 아들을 위해 전념한 사이트 ryanwhite.com 을 통해 말하기 이벤트를 준비하였다.라이언 화이트의 고등학교, 헤밀튼 헤잇츠 고등학교는 라이언 화이트 장학 자금으로 실행하고 있는 학생 정부가 주최하는 연간 에이즈 워크를 하고 있다.
라이언 화이트의 죽음은 엘튼 존에게 영감을 주어 엘튼 존 에이즈 재단을 만들었다. 라이언 화이트는 몇 곡의 유명한 노래의 영감이 되었다. 엘튼 존은 그의 앨범 “The One” 에 나왔던 곡 “The Last Song”에서 나온 이익을 라일리 병원의 라이언 화이트 자금에 기부하였다. 마이클 잭슨은 1980년대의 유명한 스타 티파니의 앨범 “New Inside” 의 “Here in My Heart”에서 했던 것과 같이, 그의 앨범 “Dangerous” 의 노래 “Gone Too Soon” 을 라이언 화이트에게 바쳤다.2007년 11월, 인디애나폴리스의 어린이 박물관에서 라이언 화이트 외에 애나 프랑크, 루비 브릿짓스를 작품으로 한 박람회 “아이들의 힘: 영향을 미치다”을 열었다.